# Ulopeza ovigeralis
Ulopeza ovigeralis is een vlinder uit de familie van de grasmotten (Crambidae). De wetenschappelijke naam van deze soort is voor het eerst gepubliceerd in 1942 door Jean Ghesquière. Ghesquière beschreef deze soort op basis van een eigen vondst die hij deed in oktober 1935 in Eala, 5 km oostelijk van Mbandaka in Congo-Kinshasa.
De soort komt voor in Kameroen en Congo-Kinshasa.